# Kyle Richards
Kyle Richards (11 januari 1969) is een Amerikaans actrice. Ze is de zus van Kim Richards en Kathy Hilton.
Richards was een bekend kindsterretje en begon haar carrière in 1975. Ze kreeg toen een rol in de televisieserie Little House on the Prairie. Ze speelde deze rol tot 1982. Waar ze in de televisie-industrie nog in familieproducties te zien was, speelde ze vooral in horrorfilms. Zo was ze onder andere te zien in The Car (1977), Eaten Alive (1976), Halloween (1978), The Watcher in the Woods (1980) en Halloween II (1981).
Richards is ook te zien in ER. Daarnaast had ze een kleine rol in Pledge This!.

## Filmografie
- Escape to Witch Mountain (1975) - als jonge Tia; onvermeld
- Eaten Alive (1976) - als Angie
- The Car (1977) - als Debbie
- Halloween (1978) - als Lindsey Wallace
- The Watcher in the Woods (1980) - als Ellie Curtis
- Halloween II (1981) - als Lindsey Wallace; archiefbeeld
- Curfew (1989) - als Stephanie Davenport
- Escape (1990) - als Lydia
- Pledge This! (2006) - als Lisa
- The Hungover Games (2014) - als Heather
- Halloween Kills (2021) - als Lindsey Wallace
- Halloween Ends (2022) - als Lindsey Wallace

### Televisie
*Exclusief eenmalige optredens
- Little House on the Prairie (1975–1982) - als Alicia Sanderson Edwards / Samantha; serie
- Police Story (1976–1978) - als Viki Jo Vero / Shannon / Nance
- A Circle of Children (1977) - als Sarah; tv-film
- The Father Knows Best Reunion (1977) - als Ellen; tv-film
- Father Knows Best: Home for Christmas (1977) - als Ellen; tv-film
- Amateur Night at the Dixie Bar and Grill (1979) - als Laurie Jean; tv-film
- Carter Country (1979) - als Gerry; serie
- Friendships, Secrets, and Lies (1979) - als Livia; tv-film
- Once Upon a Family (1980) - als Liz Demerjian; tv-film
- Beulah Land (1980) - als jonge Sarah; miniserie
- Hellinger's Law (1981) - als Julie Braden; tv-film
- This Is Kate Bennett... (1982) - als Jennifer Bennett; tv-film
- Down to Earth (1984–1987) - als Lissy Preston; serie
- ER (1998–2006) - als zuster Dori Kerns; serie
- Deadly Sibling Rivalry (2011) - als Tricia; tv-film
- Days of Our Lives (2013) - als Casey McGraw; serie
- Lady Gaga: G.U.Y. (2014) - als The Real Housewives of Beverly Hills Band; videoclip
- The Housewives of the North Pole (2021) - als Trish; tv-film